# عزوبة غير طوعية

علم "الإنسلز" أو العزوبيين بغير طوعية

العزوبة غير الطوعية أو إنسل (بالإنجليزية: Involuntary celibates اختصاراً Incel)‏ هو مصطلح يشير إلى الأشخاص الذين أصبحوا عُزاباً رغماً عنهم ذكورا كانوا أو إناثاً، إمّا لأنهم لا يجدون شخصا آخر جذاباً أو بسبب أنهم لا يمكنهم أن يجذبوا شخصا على ممارسة الجنس معهم أو للدخول في علاقة غرامية. وقد قام التعريف على أنه كل شخص لا يستطيع الدخول في علاقة غرامية أو جنسية لمدة تزيد الستة أشهر كاملة شرط أن يتجاوز الشخص عمر 21 سنة.اينسيل من الأفراد كثيرا ما يكون في غاية الإحباط مع حالته، الأمر الذي يمكن أن يؤدي إلى الاكتئاب والغضب. وفي الحالات القصوى يمكن أن يؤدي إلى حالات من الاغتصاب أو غيره من أشكال الاعتداء الجنسي وبالنسبة للنساء قد يؤدي ذلك إلى القيام بنشاطات جنسية مقابل المال كتعاطي البغاء أو غيرها.

## مقارنة رياضية لوصف حالة الـ "incel"
الأعداد الفائقة تصف حالة الـ incel بشكل جيد. لنكن تسلسل {\displaystyle {\Bigl \{}{\frac {1}{n}}{\Bigr \}}_{\mathbb {N} ^{+}}} يمثل incel وليكن {\displaystyle 0} العدد الفائق الصفري الذي يمثل فتاة؛ في الأعداد الحقيقية، يتجه حد التسلسل على الأقل نحو 0، لذا حتى لو لم يصل إلى الفتاة، إلا أنه يصل إليها بالحد، بينما في الأعداد الفائقة، حتى الحد غير موجود، لذا لا يوجد فرصة لل incel أن يجد فتاة حتى بالاقتراب من الحد.

## مقالات ذات صلة
- العفة
- برج العذراء
- فستال
- ترقيع غشاء البكارة
- بكارة رتقاء
- رهاب الزواج